# Ultraforce (serie animata)
Ultraforce è una serie televisiva a cartoni animati prodotta da DiC Entertainment e basato ai fumetti di Malibu Comics nel 1995.

## Personaggi principali
- Prime
- Hardcase
- Contrary
- Ghoul
- Topazio
- Prototype